# Robert D. Levin
Robert D. Levin (13 d'octubre de 1947) és intèrpret de música clàssica, musicòleg i compositor, i a més a més director artístic del Sarasota Music Festival.

## Educació
Levin va assistir al Brooklyn Friends School i a l'Andrew Jackson High School, i estudià música amb Nadia Boulanger a París. Assistí a classes a Harvard, on guanyà el títol de doctor magna cum laude l'any 1968 amb la tesi The Unfinished Works of W. A. Mozart.
Levin prengué classes privades a la Chatham Square Music School, al Conservatoire National Supérieur i a la Fontainebleau School of Music del següent:
- piano, amb Jan Gorbaty, Louis Martin, Alice Gaultier-Léon, Jean Casadesus, Clifford Curzon i Robert Casadesus
- orgue, amb Nadia Boulanger
- solfeig, amb Seymour Bernstein, Louis Martin i Annette Dieudonné
- contrapunt, amb Suzanne Bloch i Nadia Boulanger
- composició, amb Stefan Wolpe
- direcció, amb Eleazar de Carvalho

## Carrera acadèmica
Després de graduar-se a Harvard, Levin va ser nomenat cap del departament de teoria del Curtis Institute of Music. Posteriorment va ser nomenat professor associat i coordinador de l'ensenyament de teoria a SUNY Purchase, i l'any 1975 n'esdevingué professor titular. Del 1986 al 1993, fou professor de piano a Hochschule für Musik Freiburg a Alemanya. L'any 1933 esdevingué professor de música a la Universitat Harvard. on encara exerceix. El 1994 va ser nomenat professor d'humanitats (Dwight P. Robinson Jr) a Harvard, i va ser cap d'estudis de l'any 1998 al 2004. L'any 2012, va ser professor convidat de música de cambra al Centre for Research in the Arts, Social Sciences and Humanities, University of Cambridge, on va donar dues conferències amb el títol Improvising and Composing Mozart i oferí un concert amb l'Academy of Ancient Music.
La carrera acadèmica de Levin inclou classes i tutories d'interpretació (especialment amb instruments de teclat) i de direcció, amb èmfasi en el període clàssic, a més a més de teoria i història de la música.

## Contribucions a la composició
Levin ha completat i reconstruït un bon nombre d'obres del s. XVIII, amb especial esment a obres inacabades de Wolfgang Amadeus Mozart i Johann Sebastian Bach.
La compleció de moltes obres inacabades, incloent-hi el Rèquiem en Re menor i la Missa en Do menor de Mozart, són considerats els seus millors treballs. Al Rèquiem de Mozart, ha reconstruït la fuga d'"Amen" basant-se en els mateixos apunts del compositor. John Eliot Gardiner li va encarregar escriure les parts orquestrals que faltaven als cinc moviments de la cantata de Bach Ach! ich sehe, itzt, da ich zur Hochzeit gehe, BWV 162. Com a intèrpret, és conegut com a solista de l'era clàssica dels concerts per a piano, havent-se especialitzat en les obres de Mozart i Beethoven, recreant amb solidesa amb improvisacions que ressegueixen l'estil de cada compositor.
A més a més, Levin ha compost obres pròpies, entre elles:
- 2 sonates per a clarinet (1961; 1967–68)
- 2 peces per a piano (1966–67)
- Sonata per a fagot (1965–66)
- Quintet de vent (1965)
- Quartet de piano (1964–65)
- Sonata per a piano (1962)